# Курячанський Вадим Анатолійович
Вади́м Анато́лійович Куряча́нський (30 березня 1978 — 26 квітня 2015) — солдат Збройних сил України, учасник російсько-української війни.

## Життєвий шлях
Народився в селі Луканівка на Миколаївщині. З дитинства проживав у місті Кривий Ріг, в Тернівському районі. У 1985—1994 навчався в середній школі № 116 Кривого Рогу. 1998-го закінчив Індустріальний коледж Криворізького національного університету, де здобув професію техніка-механіка. Працював у ТОВ «Кривбасремонт».
У 2014 добровольцем став на захист України від російської збройної агресії.
Солдат, гранатометник 34-го окремого мотопіхотного батальйону «Батьківщина» 57-ї окремої мотопіхотної бригади, в/ч польова пошта В5509.
В складі батальйону визволяв місто Торецьк (на той час — Дзержинськ). Тоді підрозділ потрапив у засаду, — терористи пропустили техніку та перекрили дорогу. Вадим з побратимами вступили у бій, вели перестрілку з борту, потім зістрибнули у кювет, де Вадим першим виявив велику кількість «розтяжок», тим врятувавши життя бійців стрілецької роти.
26 квітня 2015-го помер у приміщенні підрозділу військової частини на блокпосту.
Похований у місті Кривий Ріг.
Без Вадима лишилися батьки, брат, сестра та донька 2000 р.н.

## Нагороди та вшанування
- Указом Президента України № 522/2016 від 25 листопада 2016 року — за особисту мужність і високий професіоналізм, виявлені у захисті державного суверенітету та територіальної цілісності України, вірність військовій присязі, — нагороджений орденом «За мужність» III ступеня (посмертно)[2].
- 20 вересня 2016 року в м. Коривий Ріг на будівлі Індустріального коледжу відкрито меморіальну дошку випускникові Вадиму Курячанському[3][4].